# Дуруйтоаря-Ноуе
Дуруйтоаря-Ноуе (рум. Duruitoarea Nouă) — село в Ришканському районі Молдови. Адміністративний центр однойменної комуни, до складу якої також входить село Думень.
У селі проживають молдовани та українці. Згідно з даними перепису населення 2004 року кількість українців складала 280 осіб (30 %).